# Спортивна площа (Київ)
У Вікіпедії є статті про інші площі з назвою Спортивна площа
Спорти́вна пло́ща — площа у Печерському районі Києва, місцевості Черепанова гора, Печерськ. Розташована вздовж Еспланадної вулиці навпроти Рогнідинської вулиці.

## Історія
Площа виникла на початку 60-х років ХХ століття. Сучасна назва — з 1962 року, від побудованого поруч Палацу спорту.

## Об'єкти
№ 1 — Палац спорту;
№ 1а — багатофункційний комплекс «Гуллівер».

## Галерея

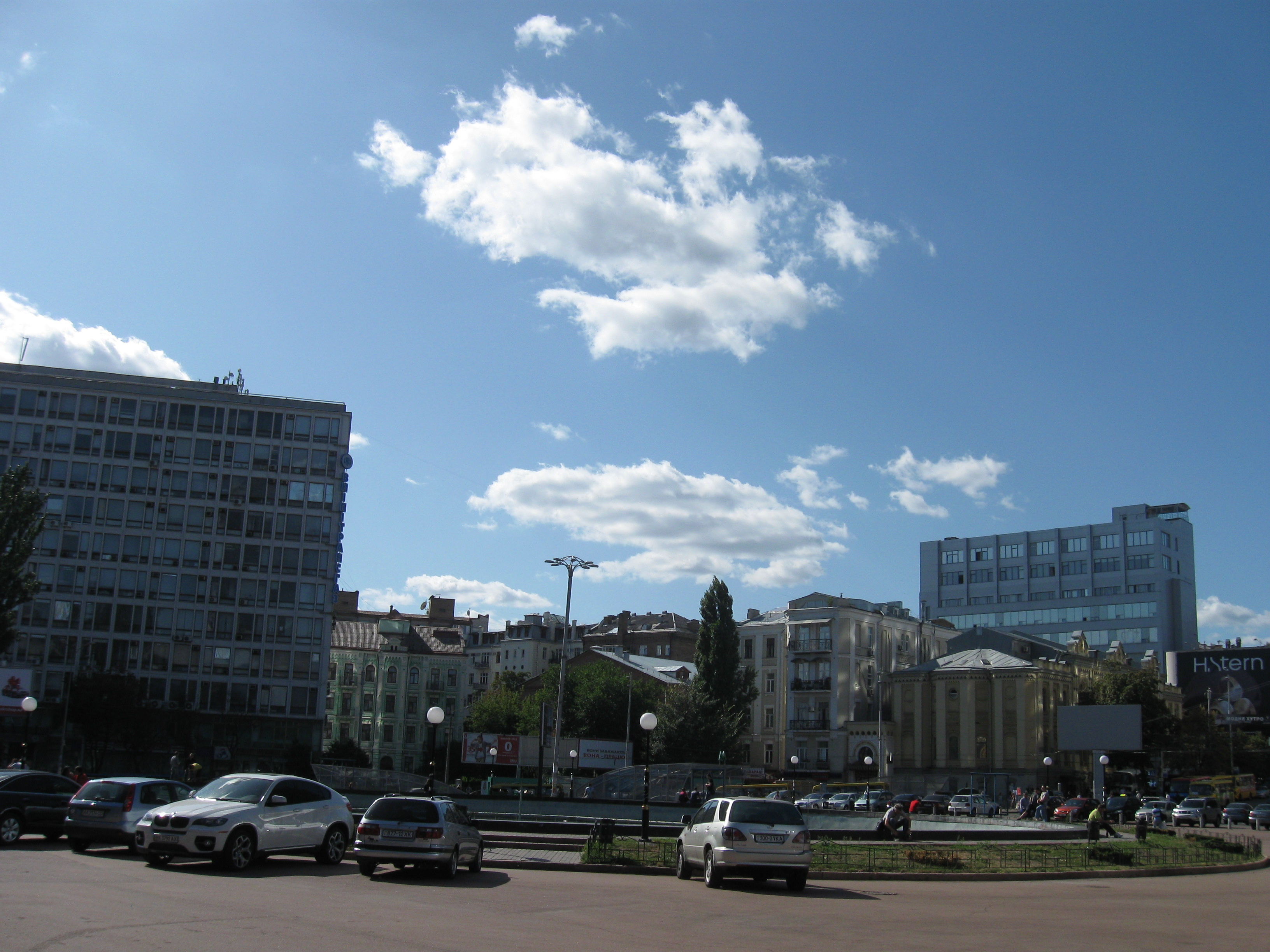
Панорама Спортивної площі в Києві